# Liquigas
Liquigas è un'azienda italiana operante nella distribuzione di GPL in bombole e serbatoi.
È presente in Italia con 3 macro regioni (Nord/Centro/Sud).
Commercializza, inoltre, il GNL Gas naturale liquefatto, destinato alle imprese.
È operante anche nel mercato delle energie rinnovabili.

## Ciclismo
Tra il 1999 e il 2001 fu attiva nel mondo del ciclismo con Liquigas-Pata. È stata inoltre il principale sponsor della squadra omonima dal 2005 al 2010 per poi diventare negli anni 2011 e 2012 Liquigas-Cannondale.